# Schloss Panemunė
Schloss Panemunė (manchmal auch Gelgaudai-Schloss oder Vytenis-Schloss, lit. Panemunės pilis) ist ein litauisches Schloss am Ufer der Memel. Die an das Schloss angrenzende Siedlung trägt den Namen Pilis I (zu Deutsch Schloss I, früher polnisch Zamék). Schloss und Siedlung liegen im Amt Skirsnemunė der Rajongemeinde Jurbarkas.

## Anlage

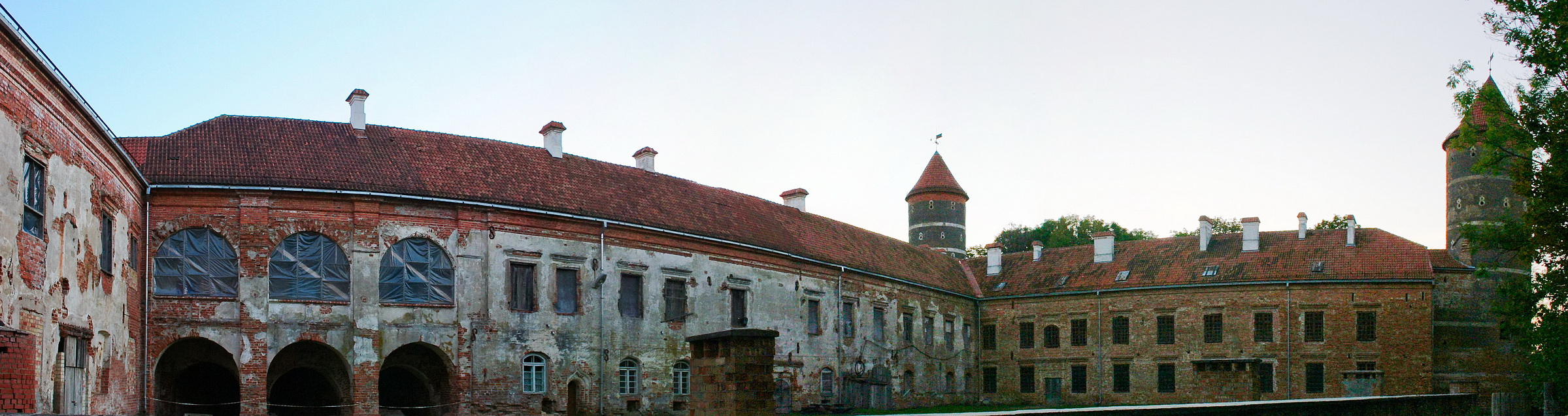
Das Schloss (Zustand 2007)

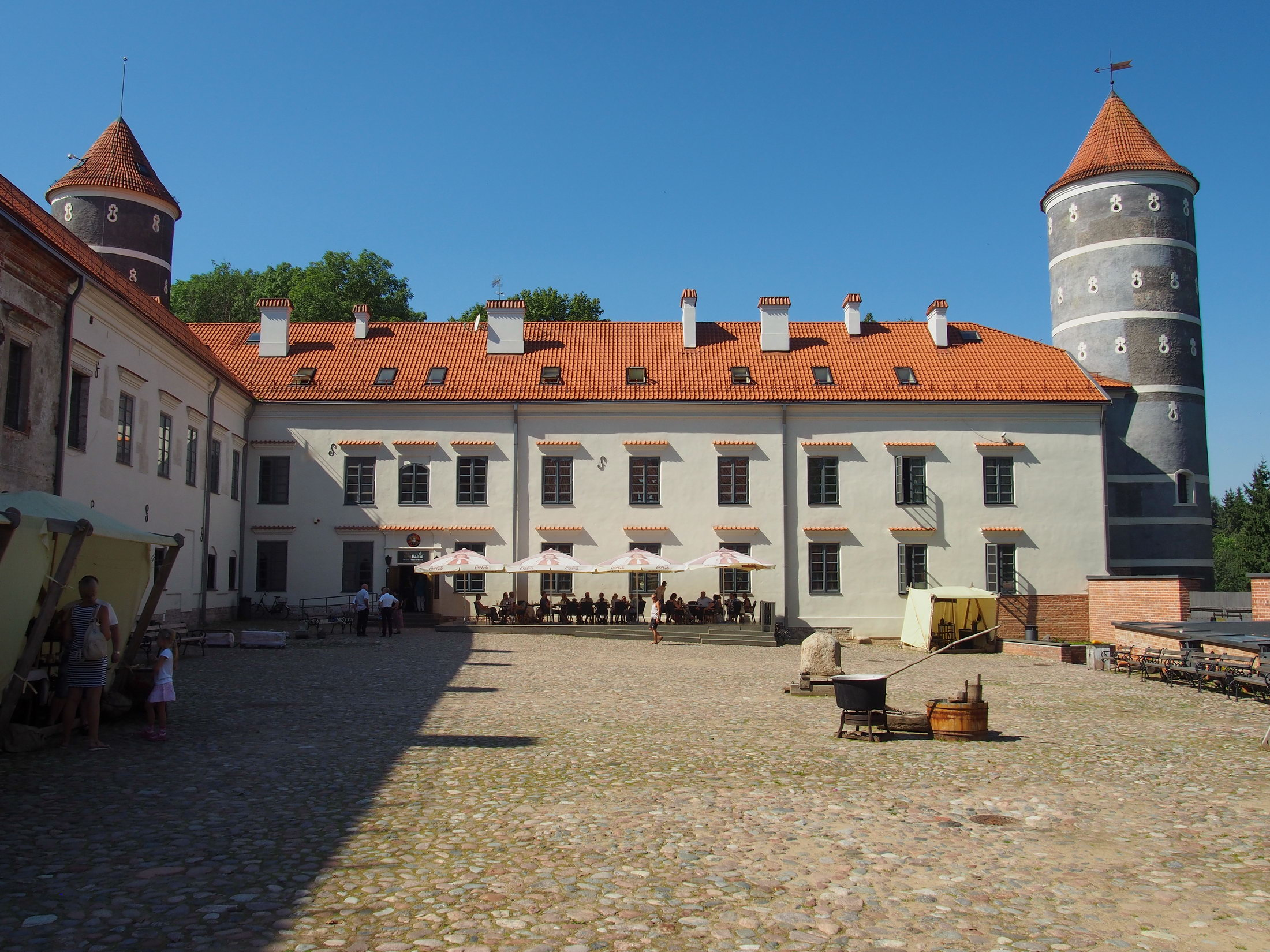
Zustand 2016

Die zweigeschossigen Flügel gruppieren sich um einen trapezartigen Innenhof. An den äußeren Ecken des Ostflügels und an der Südecke des Ostflügels stehen Rundtürme unterschiedlicher Höhe mit Schießscharten. Ein Landschaftspark umgibt das Schloss.

## Geschichte
Anfang des 17. Jhs. erwarb der ungarische Holzhändler Janusz Eperjesz das Anwesen von einem polnischen Adligen und ließ an der Stelle einer Wallburg des Deutschen Ordens aus dem Jahr 1343 in den Jahren 1604–1610 ein Renaissance-Schloss erbauen. Als Architekt wird Peter Nonnhart, der Erbauer des Großfürsten-Palastes in Vilnius, vermutet. Sein Sohn ließ das Schloss Ende des 17. Jhs. im barocken Stil umbauen. Über den Baron von Igelström (1753–1759) gelangte das Anwesen an den polnischen General Antoni Giełgud (lit. Antanas Gelgaudis), der es in der Folgezeit im klassizistischen Stil zu seiner Familienresidenz umbauen ließ. Einige Gebäudeteile wurden abgerissen. Die weitläufige Parkanlage mit den fünf aufeinander folgenden Teichen wurde angelegt, eine Orangerie errichtet. Enkel Antoni Giełgud, einer der Anführer des polnisch-litauischen Aufstands 1831, wurde bei der Revolte getötet, das Schloss wurde 1833 enteignet, es verwaiste und verfiel.
1867 übernahm es der staatliche Verwalter Stanisław Pusłowski, allerdings wurden nur einige Räume instand gesetzt. Nach dem Ersten Weltkrieg eignete sich 1925 der Staat Litauen das bereits stark beschädigte Schloss an. Es verfiel weiter, ein Brand zog das Gebäude 1927 in Mitleidenschaft. Im angeschlossenen Gutshof wirkten ab 1935 bis zum Zweiten Weltkrieg die Salesianer. Das Kloster wurde von den kommunistischen Behörden geschlossen und der Gutshof in eine Kolchose umgewandelt. In den Jahren 1959–1962, 1984 und 1995–1997 fanden im Schloss Restaurierungsarbeiten statt. Heute sind nurmehr der südliche und der westliche Flügel, der Nordflügel und Reste des östlichen Flügels erhalten. Die Schlossanlage gehört der Wilnaer Kunstakademie und kann im Sommer besichtigt werden.